# Nikołaj Gogol
Nikołaj Wasiljewicz Gogol (ros. Николай Васильевич Гоголь, ukr. Микола Васильович Гоголь, Mykoła Wasylowycz Hohol; ur. 19 marca?/31 marca 1809 w Wielkich Soroczyńcach, zm. 21 lutego?/4 marca 1852 w Moskwie) – rosyjski pisarz, poeta, dramaturg i publicysta pochodzenia ukraińskiego; klasyk literatury rosyjskiej.
Zasłynął jako autor komedii obyczajowych (Rewizor, Ożenek) i utworów o tematyce życia „małych ludzi” (Szynel, Nos). W swych satyrach często przedstawiał rosyjski system administracyjny, którego nieprawidłowości oceniał w kategoriach moralnych oraz oskarżał wynaturzonych przedstawicieli rosyjskiej szlachty, uzupełnionych wypowiedziami o pozytywnych cechach rosyjskiego charakteru narodowego.
Doprowadził do dominacji prozy fabularnej w literaturze rosyjskiej, był mistrzem wyrosłej z romantyzmu groteski, niezrównanym satyrykiem-humorystą. Wzbogacił język artystyczny o specyficzne i ekspresywne słownictwo opisywanych środowisk.

## Życiorys

### Pochodzenie

Herb Hohol-Janowskich Jastrzębiec

Nikołaj Gogol urodził się w ukraińskiej ziemiańskiej rodzinie Hohol-Janowskich (ros. Gogol-Janowskich) herbu Jastrzębiec, żyjącej od kilku pokoleń na Lewobrzeżnej Ukrainie. Hohol-Janowscy byli również skoligaceni z najważniejszymi wojskowymi rodami Hetmańszczyzny.
Początkowo Janowscy byli rodem prawosławnych duchownych w okolicach Połtawy. Protoplasta rodu – Jan (Iwan Jakowycz), znany pod duchownym imieniem o. Ioann, był od 1695 roku wikarym w cerkwi św. Trójcy w Łubniach, a od 1723 proboszczem Uspieńskiej cerkwi w podłubieńskiej wsi Kononówka. Od polskiej formy jego imienia „Jan” pochodzi nazwisko rodowe „Janowscy”. Syn Jana, Damian (Dziemian) Janowski, absolwent Akademii Mohylańskiej w Kijowie, zajął po ojcu stanowisko proboszcza w Kononówce. Natomiast wnuk Jana, a dziadek Nikołaja Gogola, Atanazy (Opanas) Janowski (1738–1808) był pisarzem pułkowym, oficerem wojsk najpierw kozackich, a następnie rosyjskich. Atanazy ożenił się z Tatianą, pochodzącą z ważnego kozackiego rodu Łyzohub, praprawnuczką hetmana Piotra Doroszenki i prawnuczką hetmana Iwana Skoropadskiego.
Po otrzymaniu od cesarzowej Katarzyny II patentu szlacheckiego (1792 rok) Atanazy Janowski dodał do nazwiska, jako przydomek rodowy, nazwisko panieńskie swojej matki – Hohol (ros. Gogol). W oficjalnych dokumentach pisał, że jego „przodkowie byli nazwiska Hohol, z polskiej narodowości”, mając prawdopodobnie na myśli pochodzenie po matce od dawnego szlacheckiego rodu Hohol lub Hohoł (nazwisko pochodzi od nazwy ptaka gągoł, ukr. гоголь). Hohołowie pochodzili z Rusi Koronnej (ich siedziby rodowe znajdowały się w województwach ruskim, podolskim i wołyńskim), zostali uszlachceni i nosili polski herb Jastrzębiec. Najsłynniejszymi przedstawicielami rodu byli biskup pińsko-turowski Jonasz Hohoł, zwolennik Zygmunta III Wazy i sygnatariusz unii brzeskiej (zm. 1603) oraz pułkownik kozacki Ostap Hohol (pol. Eustachy Hohoł, zm. 1679) mianowany przez Jana III Sobieskiego hetmanem Ukrainy Prawobrzeżnej. Według legendy rodzinnej Hohol-Janowscy mieli być potomkami Ostapa Hohola.
Ojciec poety, Wasilij Afanasewicz Janowski (1777–1825), urodzony w rodzinnym chutorze Janowszczyzna (Яновщина, od 1946 roku Gogolewo), uczył się w seminarium duchownym w Połtawie i został państwowym urzędnikiem carskim. Zajmował się również poezją i teatrem domowym, do którego sam pisał sztuki w języku rosyjskim i ukraińskim. Matka Gogola, Maria z domu Kosiarowska (1791–1868) była córką naczelnika poczty guberni orłowskiej i pochodziła z zamożnej rodziny Kosiarowskich-Szczerbaków. Do swojego ślubu w wieku 14 lat wychowywała się w domu wujostwa Troszczyńskich, rodziców swojego kuzyna Andrieja, późniejszego generała, którego żona Olga podobno była wnuczką ostatniego króla polskiego Stanisława Augusta. Generał Troszczyński w późniejszych latach wspierał finansowo młodego Nikołaja Gogola przebywającego w Petersburgu.
Oprócz Nikołaja, Gogol-Janowscy mieli jeszcze pięcioro dzieci: Iwana (1810–1819), Маrię (1811–1844), Аnnę (1821–1893), Еlżbietę (1823–1864) i Оlgę (1825–1907).

### Młodość i wykształcenie
Nikołaj urodził się 31 marca 1809 roku we wsi Soroczyńce Wielkie (w czasach Rzeczypospolitej Krasnopol) w guberni połtawskiej. Według ksiąg cerkiewnych urodził się jako Nikołaj Janowski i pod takim mianem był znany w czasach szkolnych i na początku kariery. W roku 1820, na prośbę ojca, Nikołaja zaliczono go w poczet szlachty, a w roku 1821 nadano mu nazwisko Gogol-Janowski. Po powstaniu listopadowym poeta odrzucił jednak nazwisko Janowski, jako „wymyślone przez Polaków” i swoje utwory podpisywał tylko przydomkiem „Gogol”.
Początkowo kształcił się u prywatnego nauczyciela w Połtawie, a w roku 1821 wstąpił do gimnazjum w Nieżynie. Po jego ukończeniu w 1828 zamieszkał w Petersburgu, gdzie w latach 1829–1831 pracował jako urzędnik, próbował też swych sił jako aktor. W 1831 poznał Aleksandra Puszkina, który wspierał jego działalność pisarską i został jego przyjacielem. W 1834 Gogol zaczął wykładać historię na uniwersytecie w Petersburgu.

### Okres twórczy
Początkowa twórczość Gogola miała charakter „małoruski”. W latach 1831–1832 wydał pierwszy zbiór opowiadań pod tytułem Wieczory na chutorze niedaleko Dikańki. Było ono w całości inspirowane tematyką ukraińską i folklorem kozackim, a w jego skład wchodziła min. powieść Jarmark w Soroczyńcach. Tematykę ukraińską Gogol kontynuował w kolejnym zbiorze opowiadań Mirgorod, w skład której weszła historyczna powieść z czasów powstań kozackich Taras Bulba. Powieści tej zarzucano wydźwięk antypolski i antysemicki oraz gloryfikowanie przemocy.
Od połowy lat 30. jego styl pisania ewoluował w kierunku skupienia na powszedniości życia mieszkańców Imperium Rosyjskiego i szerokiego stosowania zabiegu groteski. Wyrazem tej tematyki był cykl Petersburskie opowiadania wydawany w latach 1835–1842 oraz dramaty z najbardziej znanym Rewizorem z 1836 roku.
W latach 1836–1841 przebywał za granicą, m.in. w Paryżu oraz w Rzymie, w tym okresie powstało jego główne dzieło – powieść Martwe dusze. Ukazały się one drukiem w maju 1842 – była to w zamierzeniach autora jedynie pierwsza część ogromnej epopei o Rosji, pomyślanej na wzór Boskiej komedii Dantego. Pomysł ten nigdy nie został zrealizowany. Ostateczny kształt otrzymał tylko tom pierwszy – gogolowskie „piekło”. Rysuje tam wizerunek rosyjskiego społeczeństwa i rosyjskiego ustroju – świat upośledzonych moralnie, bezdusznych ludzkich manekinów, Rosję ludzi martwych. Martwe dusze wywołały ogromne poruszenie. Mnożyły się ataki i napaści na Gogola, ciężkie oskarżenia o szkalowanie, a nawet zdradę własnego narodu. Równocześnie negatywnie nastawieni do instytucji caratu krytycy literaccy (jak Wissarion Bielinski) uznali dzieło za znakomitą satyrę prowincjonalnej Rosji czasów Mikołaja I.
Drugi tom Martwych dusz miał przedstawić zmienione poglądy pisarza, ten jednak widział, że w ten sposób popada w konflikt z prawdą życiową i artystyczną. Gotowe już rozdziały były niszczone, zachowały się jedynie ich fragmenty. Martwe dusze były ostatnim jego wielkim dziełem. W 1847 Gogol opublikował Wybrane fragmenty z korespondencji z przyjaciółmi, w których próbował przedstawić pozytywną wizję społeczeństwa rosyjskiego i skłonić je do korzystnych zmian. Riasanovsky określa tekst jako „naiwny i reakcyjny”, przywołując wyrażony w nim pogląd, iż rosyjscy chłopi powinni pozostać analfabetami.

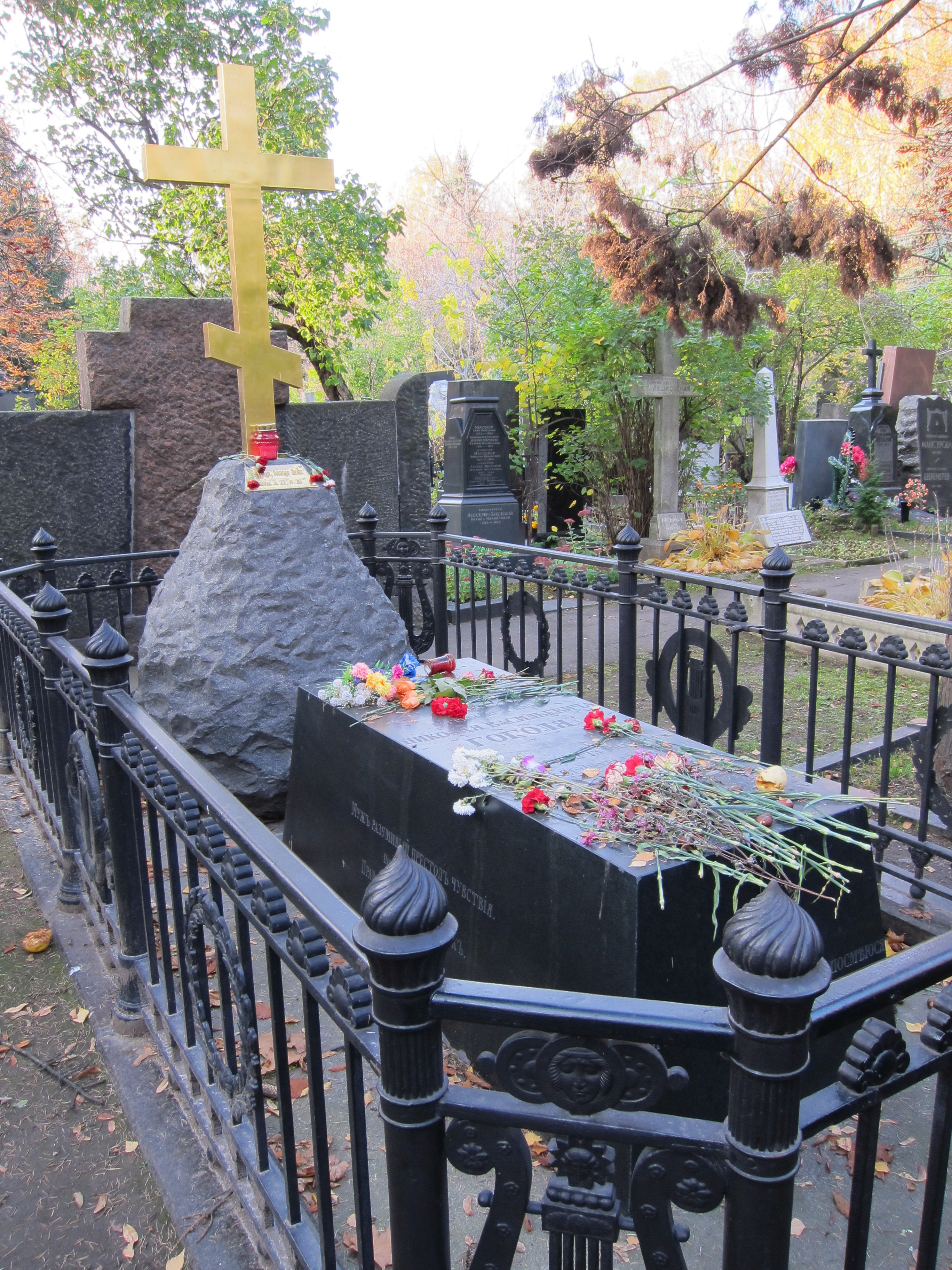
Grób Nikołaja Gogola w Moskwie

Zmarł w Moskwie 4 marca 1852 w wieku 43 lat. Został pochowany na Cmentarzu Nowodziewiczym. Po odkopaniu jego grobu znaleziono ciało odwrócone twarzą w dół, co dało początek spekulacjom, że pochowano go żywcem w stanie śpiączki.

## Wybrana twórczość[8]

### Dramaty
- 1842 – Ożenek (ros. Женитьба) – polskie tłumaczenie Julian Tuwim
- 1836 – Rewizor (ros. Ревизор) – polskie tłumaczenie Julian Tuwim
- 1836 – Teatralny rozjazd (ros. Театральный разъезд после представления новой комедии)
- 1842 – Gracze: Komedia w 1 akcie (ros. Игроки) – polskie tłumaczenie Jerzy Wyszomirski

### Proza
- 1831–1832 – Wieczory na chutorze w pobliżu Dikańki (ros. Вечера на хуторе близ Диканьки) – cykl utworów, m.in.
  - Jarmark w Soroczyńcach (ros. Сорочинская ярмарка) – polskie tłumaczenie Czesław Jastrzębiec-Kozłowski
  - Noc wigilijna (ros. Ночь перед Рождеством) – polskie tłumaczenie Jerzy Brzęczkowski
  - Noc majowa, czyli Topielica (ros. Майская ночь, или Утопленница) – polskie tłumaczenie Jerzy Wyszomirski
  - Zaczarowane miejsce (ros. Заколдованное место)
- 1835 – Mirgorod (ros. Миргород) – zbiór utworów:
  - Wij (ros. Вий) – polskie tłumaczenie Jerzy Wyszomirski
  - Powieść o tym, jak pokłócili się Iwan Iwanowicz z Iwanem Nikiforowiczem lub Opowieść o kłótni Iwana Iwanowicza z Iwanem Nikiforowiczem lub Opowieść o tym, jak się pokłócił Iwan Iwanowicz z Iwanem Nikiforowiczem (ros. Повесть о том, как поссорился Иван Иванович с Иваном Никифоровичем) – polskie tłumaczenie Jerzy Wyszomirski
  - Staroświeccy ziemianie (ros. Старосветские помещики)
  - Taras Bulba (ros. Тарас Бульба)
- Cykl Petersburskie opowiadania (ros. Петербургские повести):
  - 1835 – Newski Prospekt (ros. Невский проспект) – polskie tłumaczenie Jerzy Wyszomirski
  - 1835 – Pamiętnik szaleńca lub Pamiętnik wariata lub Zapiski wariata (ros. Записки сумасшедшего) – polskie tłumaczenie Jerzy Wyszomirski
  - 1835 – Portret (ros. Портрет) – polskie tłumaczenie Jerzy Brzęczkowski
  - 1835 – Wózek lub Powóz (ros. Коляска) – polskie tłumaczenie Jerzy Wyszomirski
  - 1836 – Nos (ros. Нос) – polskie tłumaczenie Julian Tuwim
  - 1842 – Szynel lub Płaszcz (ros. Шинель) – polskie tłumaczenie Jerzy Wyszomirski
- 1835 – Arabeski (ros. Арабески) – zbiór utworów, m.in. Newski Prospekt, Pamiętnik szaleńca, Portret
- 1842 – Martwe dusze (ros. Мёртвые души) – polskie tłumaczenie Władysław Broniewski
- 1842 – Rzym (ros. Рим) – rozdział z nieukończonej powieści Annunziata (ros. Аннунциата); polskie tłumaczenie Jerzy Brzęczkowski

### Publicystyka
- 1847 – Wybrane fragmenty z korespondencji z przyjaciółmi (ros. Выбранные места из переписки с друзьями)
- 1847 – Spowiedź autorska (ros. Авторская исповедь)
- 1852 – Rozważania o Boskiej Liturgii (ros. Размышления о Божественной Литургии) – polskie tłumaczenie Wacława Maria Korzyn

## Opery na podstawie sztuk Gogola
- Noc wigilijna

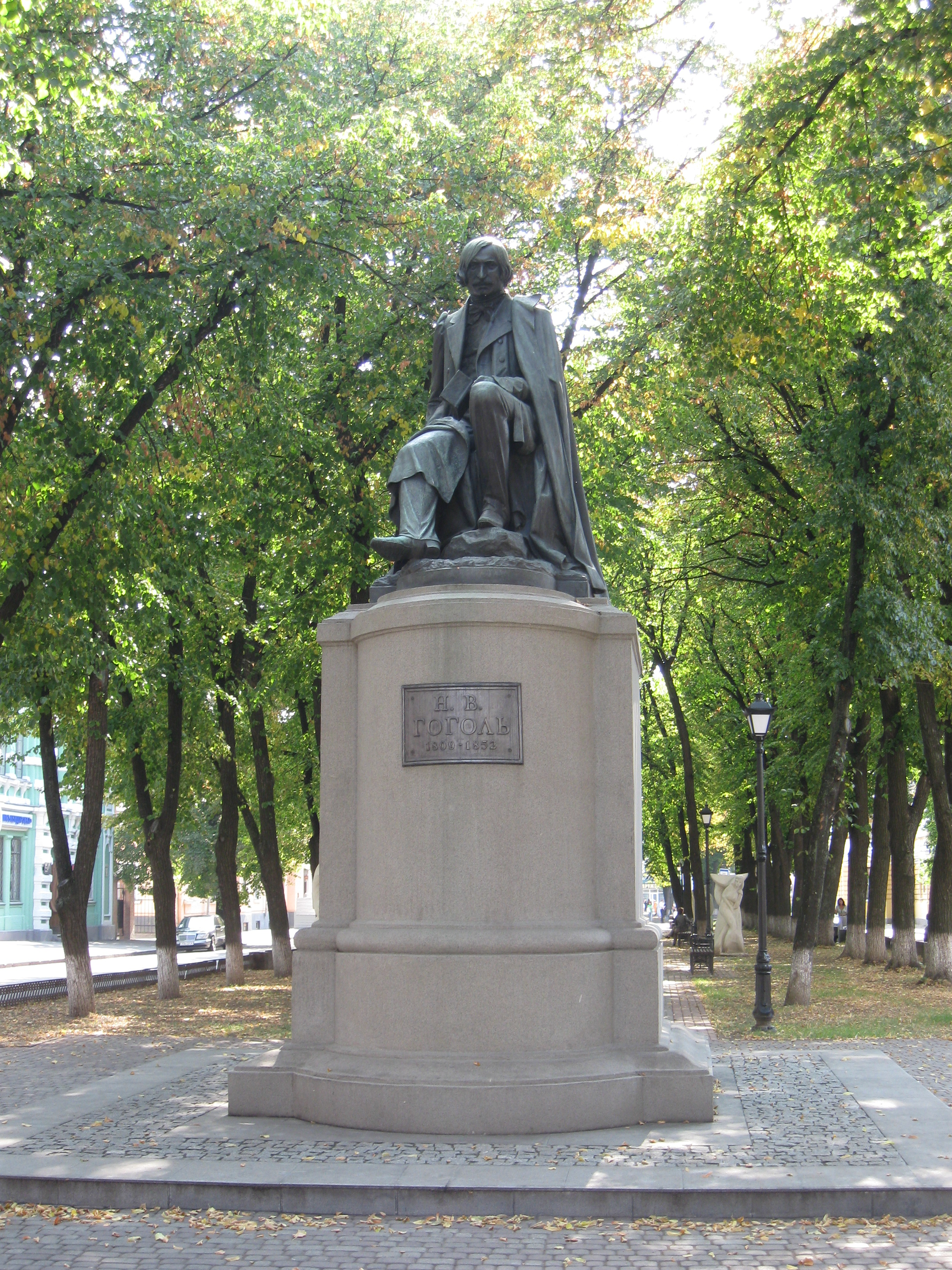
Pomnik Mykoły Gogola w mieście Połtawa

  - Piotr Czajkowski Kowal Wakuła – premiera Petersburg 1876; 2. wersja – Pantofelki – premiera Moskwa 1887
  - Mykoła Łysenko, premiera Charków 1883
  - Nikołaj Rimski-Korsakow, premiera St. Petersburg 1895
- Taras Bulba
  - Mykoła Łysenko, premiera Kijów 1903
  - Marcel Samuel-Rousseaus Tarass Boulba, premiera Paryż 1919
  - Ernst Richter w oparciu o powieść Johannesa Kempfe według Gogola; partytura wyd. 1930
- Ożenek
  - Modest Musorgski (1868; I akt), Nikołaj Czeriepnin (1930; II akt, instrumentacja całości); premiera Essen 1937
  - Bohuslav Martinů (1952), premiera Nowy Jork 1953
- Noc majowa
  - Nikołaj Rimski-Korsakow, premiera St. Petersburg 1880
  - Mykoła Łysenko Topielica, premiera Charków 1885
- Jarmark w Soroczyńcach
  - Modest Musorgski Jarmark soroczyński (1874-80 niedok.); dokończenie m.in. C. Cui, premiera Moskwa 1913; nowe opracowanie N. Czeriepnin, premiera Monte Carlo 1923
- Nos
  - Dmitrij Szostakowicz (1927-28), premiera Leningrad 1930
- Gracze
  - Dmitrij Szostakowicz (1941-42; niedok.); dokończenie Krzysztof Meyer – premiera Wuppertal 1984
- Wij
  - Karel Moor, premiera Praga 1903
- Portret
  - Mieczysław Wajnberg, premiera Brno 1983

## Upamiętnienia
5 czerwca 1952 Poczta Polska wydała znaczek o wartości 25 gr (nr. katalogowy 609) z okazji 100. rocznicy śmierci Nikołaja Gogola.
Wiele ukraińskich miast ma ulice Gogola. Pomnik Gogola wzniesiono w miastach Dniepr, Kijów, Myrhorod, Połtawa i Charków. Wieś Gogolewo w obwodzie połtawskim nosi imię ukraińskiego pisarza.